# Distretto di Nanumba Sud
Il distretto di Nanumba Sud (ufficialmente Nanumba South District, in inglese) è un distretto della regione Settentrionale del Ghana.